# Colorado Eagles
Colorado Eagles je profesionální tým v ledním hokeji, vystupující od sezony 2018/19 v American Hockey League. Mužstvo působí ve městě Loveland ve státě Colorado. Své domácí zápasy hrají "Orli" v tamní aréně Budweiser Events Center. Klub působí jako záložní tým klubu NHL Colorado Avalanche.

## Historie
Klub byl založen v roce 2003 a zapojil se do dnes již zaniklé ligy CHL. Soutěž dvakrát vyhrál. V roce 2011 se mužstvo přesunulo do konkurenční ECHL. Od roku 2016 začala fungovat spolupráce s Colorado Avalanche, kdy za Eagles hráli hráči, kteří se nevešli do kádru Avalanche ani San Antonio Rampage v AHL. Eagles vyhráli ECHL v sezonách 2016/17 a 2017/18. Vedení Avalanche se o rok později rozhodlo využít Eagles jako svojí hlavní farmu a zařadit jí jako expanzivní tým do AHL.

## Úspěchy klubu

### CHL
- Vítěz CHL - 2x (2004/05, 2006/07)
- Vítěz základní části - 3x (2004/05, 2005/06, 2008/09)
- Vítěz konference - 5x (2004/05, 2006/07, 2007/08, 2008/09, 2010/11)
- Vítěz divize - 6x (2003/04, 2004/05, 2005/06, 2006/07, 2007/08, 2008/09)

### ECHL
- Vítěz ECHL - 2x (2016/17, 2017/18)
- Vítěz konference - 2x (2016/17, 2017/18)
- Vítěz divize - 2x (2015/16, 2017/18)

## Vyřazená čísla
- 12 Riley Nelson (2003–2014)
- 17 Ryan Tobler (2003–2010)
- 89 Greg Pankewicz (2003–2010)

## Umístění v jednotlivých sezonách
Stručný přehled
Zdroj:
- 2003–2009: Central Hockey League (Severozápadní divize)
- 2009–2010: Central Hockey League (Severní divize)
- 2010–2011: Central Hockey League (Turnerova divize)
- 2011–2014: East Coast Hockey League (Horská divize)
- 2014–2015: East Coast Hockey League (Pacifická divize)
- 2015–2016: East Coast Hockey League (Západní divize)
- 2016–2018: East Coast Hockey League (Horská divize)
- 2018– : American Hockey League (Pacifická divize)

Jednotlivé ročníky
Zdroj:
Legenda: Z – zápasy, V – výhry, P – porážky, PP – porážky v prodloužení či na samostatné nájezdy, VG – vstřelené góly, OG – obdržené góly, B – body
| USA / Kanada (2011 – ) |                            |        |    |    |    |    |     |     |     |        |             |
| Sezóny                 | Liga                       | Úroveň | Z  | V  | PP | P  | VG  | OG  | B   | Pozice | Play-off    |
| 2003/04                | CHL (Severozápadní divize) | 3      | 64 | 43 | 5  | 16 | 232 | 156 | 91  | 1.     | Čtvrtfinále |
| 2004/05                | CHL (Severozápadní divize) | 3      | 60 | 43 | 7  | 10 | 221 | 123 | 93  | 1.     | Vítěz CHL   |
| 2005/06                | CHL (Severozápadní divize) | 3      | 64 | 44 | 6  | 14 | 241 | 183 | 94  | 1.     | Semifinále  |
| 2006/07                | CHL (Severozápadní divize) | 3      | 64 | 46 | 1  | 17 | 256 | 182 | 93  | 1.     | Vítěz CHL   |
| 2007/08                | CHL (Severozápadní divize) | 3      | 64 | 37 | 7  | 20 | 254 | 223 | 81  | 1.     | Finále      |
| 2008/09                | CHL (Severozápadní divize) | 3      | 64 | 45 | 4  | 15 | 275 | 195 | 94  | 1.     | Finále      |
| 2009/10                | CHL (Severní divize)       | 3      | 64 | 42 | 7  | 15 | 277 | 208 | 91  | 2.     | Čtvrtfinále |
| 2010/11                | CHL (Turnerova divize)     | 3      | 66 | 40 | 4  | 22 | 250 | 199 | 84  | 2.     | Finále      |
| přesun do ECHL         |                            |        |    |    |    |    |     |     |     |        |             |
| 2011/12                | ECHL (Horská divize)       | 3      | 72 | 38 | 6  | 28 | 250 | 252 | 82  | 2.     | Osmifinále  |
| 2012/13                | ECHL (Horská divize)       | 3      | 72 | 34 | 7  | 31 | 239 | 224 | 75  | 3.     | Osmifinále  |
| 2013/14                | ECHL (Horská divize)       | 3      | 71 | 33 | 12 | 26 | 211 | 218 | 78  | 4.     | Osmifinále  |
| 2014/15                | ECHL (Pacifická divize)    | 3      | 72 | 41 | 8  | 23 | 236 | 209 | 90  | 3.     | Osmifinále  |
| 2015/16                | ECHL (Západní divize)      | 3      | 72 | 41 | 4  | 27 | 232 | 193 | 86  | 1.     | Osmifinále  |
| 2016/17                | ECHL (Horská divize)       | 3      | 76 | 47 | 5  | 20 | 265 | 206 | 99  | 2.     | Vítěz ECHL  |
| 2017/18                | ECHL (Horská divize)       | 3      | 76 | 48 | 6  | 18 | 265 | 214 | 102 | 1.     | Vítěz ECHL  |
| přesun do AHL          |                            |        |    |    |    |    |     |     |     |        |             |
| 2018/19                | AHL (Pacifická divize)     | 2      | 68 | 36 | 5  | 27 | 191 | 205 | 77  | 4.     |             |
| 2019/20                | AHL (Pacifická divize)     | 2      | 56 | 34 | 4  | 18 | 188 | 162 | 72  | 2.     |             |

### Play off AHL
| Sezona  | 1. kolo                                    | 2. kolo                                    | Finále konference                          | Finále Calder Cupu                         |
| ------- | ------------------------------------------ | ------------------------------------------ | ------------------------------------------ | ------------------------------------------ |
| 2018/19 | porážka, 1–3, Bakersfield                  | —                                          | —                                          | —                                          |
| 2019/20 | sezona nedohrána kvůli pandemii koronaviru | sezona nedohrána kvůli pandemii koronaviru | sezona nedohrána kvůli pandemii koronaviru | sezona nedohrána kvůli pandemii koronaviru |

## Klubové rekordy v AHL

### Za sezonu
Góly: 26, Andrew Agozzino (2018/19)
Asistence: 42, T.J. Tynan (2019/20)
Body: 60, Andrew Agozzino (2018/19)
Trestné minuty: 134, Mason Geertsen (2018/19)
Čistá konta: 3, Pavel Francouz a Martin Spencer (2018/19)
Vychytaná vítězství: 27, Pavel Francouz (2018/19)
Odehrané zápasy: 64, Logan O'Connor (2018/19)

### Celkové
Góly: 35, A.J. Greer
Asistence: 42, T.J. Tynan
Body: 76, A.J. Greer
Trestné minuty: 150, A.J. Greer
Čistá konta: 3, Pavel Francouz a Martin Spencer
Vychytaná vítězství: 27, Pavel Francouz
Odehrané zápasy: 116, Mark Alt